# Градешница
Вижте пояснителната страница за други значения на Градешница.
Градѐшница (старо име Градишница) е село в Северозападна България. То се намира в община Криводол, област Враца.

## География
Градешница се намира на 38 км северозападно от Враца. През селото тече малка река, която е десен приток на Огоста. Съседни села са Лесура (на изток), Баурене (на юг), Бели Брег (на запад) и Громшин (на север).

## История
Районът на Градешница е богат на археологически находки, които свидетелстват за наличие на човешки общества още в ранната новокаменна епоха (шесто хилядолетие пр.н.е.).
На територията на селското землище са открити три праисторически селища: от ранния неолит (в местността „Градището“), от късния неолит (в местността „Луканово дърво“) и укрепено многослойно селище от стар неолит (в местността „Мало поле“). Последното е представител на локалната самобитна цивилизация, наречена в археологията „Култура Градешница“ (обхваща Северозападна България и Югозападна Румъния). Там са намерени глинени съдове с характерни оригинални форми, богата колекция от глинена пластика – човешки и животински фигури, жертвеници и модели на праисторически жилища. Особен интерес представляват глинени плочки с врязани писмени знаци от V хил. пр.н.е., които са важен източник за историята на Европа в края на неолита и за пра-писмото, познато като дунавска протописменост.
В село Градешница, при археологически разкопки, водени от Богдан Николов през 60-те години, e открита керамична плочка, за чиито протописмени знаци се предполага, че са поне с 1000 години по-стари от шумерското Клинописно писмо и Египетски йероглиф. Малката керамична плочка с най-ранната протописменост преобръща познатите представи за хронологията на световната писменост. Може да бъде видяна в Регионален исторически музей (Враца) под инвентарен номер А-2700.
В местността „Калето“ са открити развалини на крепост от късноримската и раннобългарската епохи. Крепостта е съществувала и през Второто българско царство и е разрушена при османското нашествие. Непосредствено до крепостта е разкрито раннобългарско селище с некропол, а на 2 км северозападно е манастирът „Св. Йоан Предтеча“ от 1861 г.
Името на селото се среща в османски документ от 1666 г., който свидетелства, че селото е заварено с това наименование при османското нашествие.
При първото преброяване след Освобождението селото има 569 жители. При избухването на Балканската война през 1912 година двама души от Градешница са доброволци в Македоно-одринското опълчение. Във Втората световна война участват около 150 човека от Градешница, двама от тях загиват.

## Население
Преброяване на населението през 2011 г.
Численост и дял на етническите групи според преброяването на населението през 2011 г.:
|                     | Численост | Дял (в %) |
| Общо                | 497       | 100,00    |
| Българи             | 384       | 77,26     |
| Турци               | 3         | 0,60      |
| Цигани              | 103       | 20,72     |
| Други               | 0         | 0,00      |
| Не се самоопределят | 0         | 0,00      |
| Неотговорили        | 6         | 1,20      |

## Културни и природни забележителности
На 1,5 км северозападно от селото се намира Градешкият манастир.
През 50-те години на XIX в. местните свещеници – поп Цвятко и поп Камен – откриват килийно училище. През 1864 г. то става светско. През 1921 г. е открита прогимназия към началното училище.
През 1927 г. е създадено народното читалище „Бъдеще“ (1927 г.).